# Grant Major
Grant Major (Palmerston North, 1955) è uno scenografo neozelandese, e art director cinematografico.

## Biografia
Dopo due candidature all'Oscar nel 2002 con La Compagnia dell'Anello e nel 2003 con Le due torri, vince il premio nel 2004 con il terzo capitolo della trilogia de Il Signore degli Anelli, Il ritorno del re.

## Filmografia
- Un angelo alla mia tavola (An Angel at My Table), regia di Jane Campion (1990)
- Jack Be Nimble, regia di Garth Maxwell (1993)
- Creature del cielo (Heavenly Creatures), regia di Peter Jackson (1994)
- Sospesi nel tempo (The Frighteners), regia di Peter Jackson (1996)
- The Ugly, regia di Scott Reynolds (1997)
- Memorie e desideri (Memory and Desire), regia di Niki Caro (1997)
- Aberration, regia di Tim Boxell (1997)
- Il Signore degli Anelli - La Compagnia dell'Anello (The Lord of the Rings: The Fellowship of the Ring), regia di Peter Jackson (2001)
- Il Signore degli Anelli - Le due torri (The Lord of the Rings: The Two Towers), regia di Peter Jackson (2002)
- La ragazza delle balene (Whale Rider), regia di Niki Caro (2002)
- Il Signore degli Anelli - Il ritorno del re (The Lord of the Rings: The Return of the King), regia di Peter Jackson (2003)
- King Kong, regia di Peter Jackson (2005)
- Rovine (The Ruins), regia di Carter Smith (2008)
- The Vintner's Luck, regia di Niki Caro (2009)
- Dragon Trainer (How to Train Your Dragon), regia di Chris Sanders e Dean DeBlois (2010)
- Lanterna Verde (Green Lantern), regia di Martin Campbell (2011)
- Emperor, regia di Peter Webber (2012)
- Mr. Pip, regia di Andrew Adamson (2012)
- X-Men - Apocalisse (X-Men: Apocalypse), regia di Bryan Singer (2016)
- Shark - Il primo squalo (The Meg), regia di Jon Turteltaub (2018)
- Il potere del cane (The Power of the Dog), regia di Jane Campion (2021)
- Un film Minecraft (A Minecraft Movie), regia di Jared Hess (2025)